# Dreamspace
Dreamspace är det finska power metal-bandet Stratovarius tredje studioalbum, utgivet i februari 1994 på Noise Records och i Japan på Victor.
Det är Stratovarius sista album med Timo Tolkki på sång, samt det första med basisten Jari Kainulainen. Då trummisen Tuomo Lassila skadade sig under inspelningen tog man in sessiontrummisen Sami Kuoppamäki för att spela på några av låtarna.

## Låtlista
1. "Chasing Shadows" – 4:38
2. "4th Reich" – 5:49
3. "Eyes of the World" – 5:57
4. "Hold On to Your Dream" – 3:34
5. "Magic Carpet Ride" – 4:49
6. "We Are the Future" – 5:20
7. "Tears of Ice" – 5:15
8. "Dreamspace" – 5:58
9. "Reign of Terror" – 3:29
10. "Thin Ice" – 4:23
11. "Atlantis" (instrumental) – 1:08
12. "Abyss" – 4:59
13. "Shattered" – 3:30
14. "Wings of Tomorrow" – 5:08

Bonusspår på japanska utgåvan
1. "Full Moon" – 4:34

## Medverkande
Musiker
- Timo Tolkki – sång, gitarr
- Jari Kainulainen – basgitarr
- Antti Ikonen – keyboard, programmering
- Tuomo Lassila – trummor, slagverk, flöjt

Bidragande musiker
- Sami Kuoppamäki – trummor
- Sole – oboe

Produktion
- Timo Tolkki – producent, inspelningstekniker, mixning
- Mikko Karmila – mixning
- Markus Itkonen – omslagskonst
- Susanne Nokelainen – bandlogotyp
- Lasse Lehtiranta – foto